# Lijst van afleveringen van Endgame
Dit is een lijst van afleveringen van de Canadese drama- en mystery-serie Endgame, over een Russische schaakkampioen die misdaden oplost vanuit zijn hotelkamer.

## Afleveringen
| Seizoen | Aantal afleveringen | Uitgezonden                  | Verschijningsdatum dvd |  |
| ------- | ------------------- | ---------------------------- | ---------------------- |  |
| 1       | 13                  | 14 maart 2011 – 13 juni 2011 |                        |  |

### Seizoen 1
| Nr. | Titel                     | Kijkcijfers Canada | Uitzenddatum Canada |  |
| --- | ------------------------- | ------------------ | ------------------- |  |
| 1   | Opening Move              | 232.000            | 14 maart 2011       |  |
| 2   | Turkish Hold'em           | 154.000            | 21 maart 2011       |  |
| 3   | The Caffeine Hit          | 106.000            | 28 maart 2011       |  |
| 4   | The Other Side of Summer  | 179.000            | 4 april 2011        |  |
| 5   | I Killed Her              |                    | 11 april 2011       |  |
| 6   | Fearful Symmetry          | 75.000             | 18 april 2011       |  |
| 7   | Gorillas in our Midst     | 128.000            | 25 april 2011       |  |
| 8   | The White Queen           | 103.000            | 2 mei 2011          |  |
| 9   | Huxley, We Have a Problem | 122.000            | 9 mei 2011          |  |
| 10  | Bless This Union          | 94.000             | 16 mei 2011         |  |
| 11  | Mr Black                  |                    | 23 mei 2011         |  |
| 12  | Polar Opposites           |                    | 6 juni 2011         |  |
| 13  | Deadman Talking           |                    | 13 juni 2011        |  |